# Кари Куп
Кари Куп (енгл. Currie Cup) је најача професионална рагби јунион лига у Јужној Африци.

## Историја
Кари Куп је једно од најстаријих рагби јунион такмичења на свету. Почео се играти још крајем 19. века, највише успеха су до сада имали Западна Провинција, Златни Лавови и Плави Бикови.
Списак шампиона Јужне Африке у рагбију
1892. Западна Провинција
1894. Западна Провинција
1895. Западна Провинција
1897. Западна Провинција
1898. Западна Провинција
1899. Гриквас
1904. Западна Провинција
1906. Западна Провинција
1908. Западна Провинција
1911. Гриквас
1914. Западна Провинција
1920. Западна Провинција
1922. Златни Лавови
1925. Западна Провинција
1927. Западна Провинција
1929. Западна Провинција
1936. Западна Провинција
1939. Златни Лавови
1946. Плави Бикови
1947. Западна Провинција
1950. Златни Лавови
1952. Златни Лавови
1954. Западна Провинција
1956. Плави Бикови
1959. Западна Провинција
1964. Западна Провинција
1966. Западна Провинција
1968. Плави Бикови
1969. Плави Бикови
1970. Гриквас
1972. Златни Лавови
1973. Плави Бикови
1974. Плави Бикови
1975. Плави Бикови
1976. Гепарди
1977. Плави Бикови
1978. Плави Бикови
1980. Плави Бикови
1981. Плави Бикови
1982. Западна Провинција
1983. Западна Провинција
1984. Западна Провинција
1985. Западна Провинција
1986. Западна Провинција
1987. Плави Бикови
1988. Плави Бикови
1990. Ајкуле
1991. Плави Бикови
1992. Ајкуле
1993. Златни Лавови
1994. Златни Лавови
1995. Ајкуле
1996. Ајкуле
1997. Западна Провинција
1998. Плави Бикови
1999. Златни Лавови
2000. Западна Провинција
2001. Западна Провинција
2002. Плави Бикови
2003. Плави Бикови
2004. Плави Бикови
2005. Гепарди
2007. Гепарди
2008. Ајкуле
2009. Плави Бикови 
2010. Ајкуле
2011. Златни Лавови
2012. Западна Провинција
2013. Ајкуле
2014. Западна Провинција
Индивидуални рекорди
Највише одиграних утакмица
Жак Ботес 143 утакмица
Највише поена у историји Кари купа
Нас Бота 1699
Највише есеја у историји Кари купа
Џон Данијелс 74 есеја
Највише поена у једном мечу
Жани Де Бер 46 поена
Највише есеја у једној утакмици
Жак Оливер 7 есеја

## О лиги
У Кари купу учествују 8 тимова, који представљају своје провинције тј. регије. Просечна посећеност на утакмицама је око 11 000 гледалаца.